# Jonas Turkow
Jonas Turkow lub Yonas Turkov (jid. ‏יאָנאַס טורקאָוו‎; ur. 15 lutego 1898 w Warszawie, zm. 1 grudnia 1988 w Tel Awiwie) – polski aktor i reżyser, a także dokumentalista pochodzenia żydowskiego, który zasłynął głównie z ról w przedwojennych filmach i sztukach teatralnych w języku jidysz, brat Zygmunta Turkowa.

## Życiorys
W czasie II wojny światowej działał w ruchu oporu w getcie warszawskim. Był jednocześnie aktorem, organizującym wiele wydarzeń kulturalnych na terenie getta. Pełnił funkcję kierownika Centralnej Komisji Imprezowej w ramach Żydowskiego Towarzystwa Opieki Społecznej. Działał wraz z Emanuelem Ringelblumem nad kronikami wydarzeń w getcie warszawskim. Po ucieczce z getta walczył w podziemiu od 1943 roku do zakończenia wojny. Jego żoną była aktorka Diana Blumenfeld.

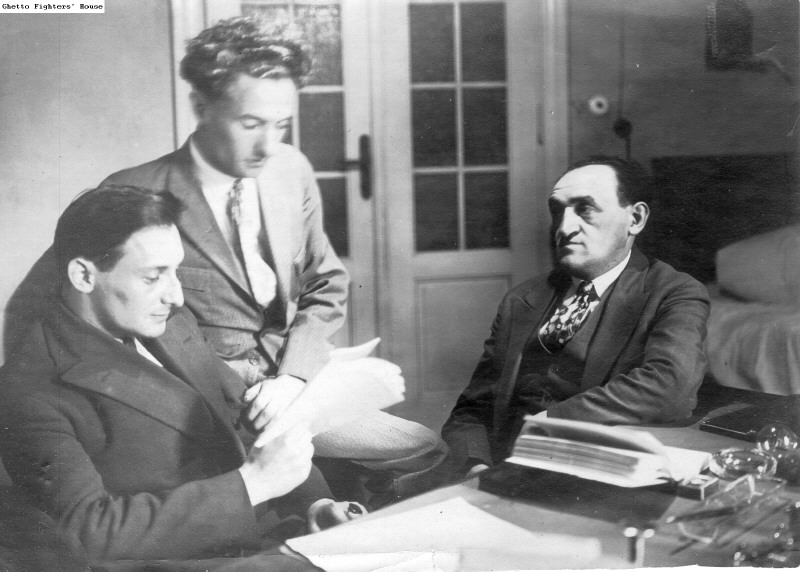
Jonas Turkow (pierwszy z lewej) z Józefem Opatoszu oraz z Jechielem Bojmem

W 1945 roku Turkow działał w Centralnym Komitecie Żydów Polskich i miał znaczny wkład w ściganie Żydów kolaborujących z okupantem niemieckim w czasie II wojny światowej. Przyczynił się wówczas do skazania 18 osób – kary miały ze względu na szczególne uprawnienia sądu charakter raczej symboliczny (np. wykluczenie z gminy żydowskiej). Od skazania siedmiu odstąpiono, ze względu na znikomą szansę recydywy.
Po wojnie występował w obozach dla uchodźców i kontynuował opisywanie swoich wojennych doświadczeń (In kamf farn lebn – Walcząc o życie, 1949; Farloszene sztern – Wypalone gwiazdy, 1953; Noch der bafrajung – Po wyzwoleniu, 1959). Zamieszkał w Nowym Jorku w 1947, a w 1966 roku przeniósł się do Izraela, gdzie pozostał aż do śmierci.
Był autorem ok. 20 książek dotyczących wydarzeń w getcie warszawskim, m.in. Azoj iz es gewen – Tak było (1948).
Piosenkarka Wiera Gran oskarżyła Turkowa o kolaborację z Gestapo w wydanych w 1980 roku własnym sumptem wspomnieniach.

## Filmografia
- 1937 – Błazen purymowy – jako cyrkowiec
- 1934 – Młody las
- 1928 – Huragan – jako karczmarz
- 1925 – Jeden z 36 – jako drwal Benedykt

## Twórczość
- O levante do gueto de Varsovia, São Paulo: Federação Israelita do Estado de São Paulo, 1975 (oryg. publikowany w Tel Awiw: Mifaley Tarbut ve-Hinukh, 1969)
- In kamf farn lebn, Buenos Aires: 1949
- Azoj iz es gewen, Buenos Aires: 1948
- Noch der bafrajung – zichrojnes, Buenos Aires: 1959
- Farloszene sztern: 1953
- Teater un koncertn in di getos un koncentracje-lagern, Nowy Jork: Knight Publishing, 1968
- C’était ainsi. 1939–1943 la vie dans le ghetto de Varsovie, Paryż: Austral, 1995